# Escut de Cambodja
L'escut de Cambodja són les armories de la casa reial, representada actualment pel rei Norodom Sihamoni, que va accedir al tron el 2004, i són el motiu central de l'ensenya reial. Amb petites variacions, el seu disseny data de l'establiment del regne independent de Cambodja, el 1953.

## Blasonament
Estan compostes per dues copes superposades una damunt l'altra; sobre la de dalt, col·locada en faixa, una espasa sagrada sobremuntada per la versió khmer del símbol om. Sota les copes, la medalla de l'Orde Reial de Cambodja, de la qual surten dos rams de llorer a banda i banda. Tot plegat damunt un mantell reial i timbrat per la corona reial cambotjana, amb un raig de llum al capdamunt.
Com a suports, dos animals mítics: A la destra un gajasingha (un lleó amb trompa i ullals d'elefant) i a la sinistra un singha, o lleó, cadascun dels quals sosté un para-sol reial de cinc nivells.
A la part inferior, una cinta amb la inscripció en khmer ព្រះចៅក្រុងកម្ពុជា Preah Chao Krung Kampuchea (Rei del Regne de Cambodja).

## Història
Les armes reials es van deixar d'utilitzar arran de l'abolició de la monarquia constitucional durant la República Khmer (1970-1975) i van continuar en desús a l'època de la Kamputxea Democràtica (o règim dels Khmers Rojos, 1975-1979), la República Popular de Kamputxea (1979-1989) i l'Estat de Cambodja (1989-1993). Foren recuperades per al seu ús oficial amb la restauració de la monarquia en la persona de Norodom Sihanuk el 1993.

Escut del Regne de Cambodja (1935-1970)
Escut de la República Khmer, amb el temple d'Angkor Vat
Emblema de la Kamputxea Democràtica
Escut de la República Popular de Kamputxea, amb simbologia socialista
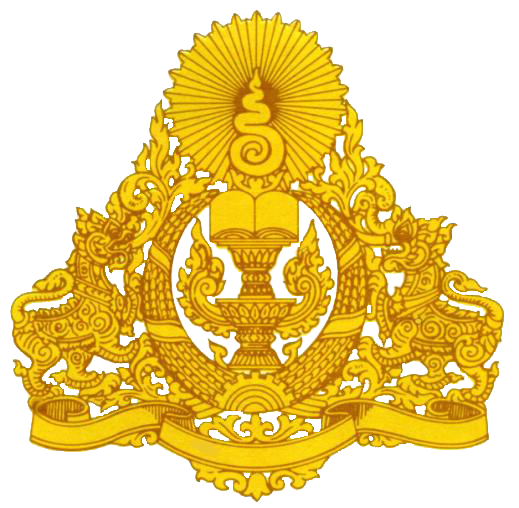
Escut del Govern de Coalició de la Kamputxea Democràtica
Escut de l'Estat de Cambodja fins al 1991, similar a l'anterior, on només canvia el nom oficial de l'Estat
Escut de l'Autoritat Provisional de les Nacions Unides a Cambodja (1991-1993)